# Сеєдмустафа Салехізаде
Сеєдмустафа Салехізаде (перс. سید مصطفی صالحی زاده; нар. 6 вересня 1993) — іранський борець греко-римського стилю, чемпіон Азії, бронзовий призер Кубку світу, бронзовий призер Всесвітніх ігор військовослужбовців.

## Життєпис
Боротьбою почав займатися з 2005 року. У 2013 році став чемпіоном Азії серед юніорів.
У 2015 здобув бронзову нагороду на Всесвітніх іграх військовослужбовців.
У 2017 став чемпіоном Азії серед дорослих. У 2018 знову переміг на цих змаганнях, однак аналізи, взяті відразу після них виявили в його організмі заборонену речовину (допінг), через що його результат на чемпіонаті Азії 2018 року був анульований, золота медаль, яку він здобув була присуджена його супернику по фіналу Рустаму Ассакалову, який представляв Узбекистан, а самого іранського спортсмена було дискваліфіковано терміном на 4 роки з 7 травня 2018 року по 6 травня 2022 року.
Виступав за борцівський клуб «Тахті» Бехбахан. Тренери — Фархід Есмаїлнеяд (з 2011), Рухолла Дехмолай (з 2005).

## Спортивні результати на міжнародних змаганнях

### Виступи на Чемпіонатах світу
| Змагання                        | Збірна | Вагова категорія                 | Місце |
| ------------------------------- | ------ | -------------------------------- | ----- |
| Чемпіонат світу з боротьби 2017 | Іран   | греко-римська боротьба, до 98 кг | 12    |

### Виступи на Чемпіонатах Азії
| Змагання                       | Збірна | Вагова категорія                 | Місце                  |
| ------------------------------ | ------ | -------------------------------- | ---------------------- |
| Чемпіонат Азії з боротьби 2017 | Іран   | греко-римська боротьба, до 98 кг | Золото                 |
| Чемпіонат Азії з боротьби 2018 | Іран   | греко-римська боротьба, до 97 кг | Золото дискваліфікація |

### Виступи на Кубках світу
| Змагання                    | Збірна | Вагова категорія                 | Місце  |
| --------------------------- | ------ | -------------------------------- | ------ |
| Кубок світу з боротьби 2017 | Іран   | греко-римська боротьба, до 98 кг | Бронза |

### Виступи на Всесвітніх іграх військовослужбовців
| Змагання                                | Збірна | Вагова категорія                 | Місце  |
| --------------------------------------- | ------ | -------------------------------- | ------ |
| Всесвітні ігри військовослужбовців 2015 | Іран   | греко-римська боротьба, до 98 кг | Бронза |

### Виступи на інших змаганнях
| Змагання                                 | Збірна | Вагова категорія                 | Місце  |
| ---------------------------------------- | ------ | -------------------------------- | ------ |
| Кубок Ядегара Імама 2013                 | Іран   | греко-римська боротьба, до 96 кг | 8      |
| Золотий Гран-прі з боротьби 2013 (Баку)  | Іран   | греко-римська боротьба, до 96 кг | 7      |
| Кубок Ядегара Імама 2014                 | Іран   | греко-римська боротьба, до 98 кг | 13     |
| Кубок Тахті 2015                         | Іран   | греко-римська боротьба, до 98 кг | Золото |
| Турнір Дана Колова — Николи Петрова 2015 | Іран   | греко-римська боротьба, до 98 кг | Бронза |
| Клубний чемпіонат світу з боротьби 2015  | Іран   | команда                          | 5      |
| Кубок Тахті 2016                         | Іран   | греко-римська боротьба, до 98 кг | Бронза |
| Кубок Тахті 2017                         | Іран   | команда                          | Золото |
| Клубний чемпіонат світу з боротьби 2017  | Іран   | команда                          | Золото |

### Виступи на змаганнях молодших вікових груп
| Змагання                                      | Збірна | Вагова категорія                 | Місце  |
| --------------------------------------------- | ------ | -------------------------------- | ------ |
| Чемпіонат Азії з боротьби серед юніорів 2013  | Іран   | греко-римська боротьба, до 96 кг | Золото |
| Чемпіонат світу з боротьби серед юніорів 2013 | Іран   | греко-римська боротьба, до 96 кг | 8      |